# ジェルマニャーノ
ジェルマニャーノ（伊: Germagnano）は、イタリア共和国ピエモンテ州トリノ県にある、人口約1,100人の基礎自治体（コムーネ）。

## 地理

### 位置・広がり

#### 隣接コムーネ
隣接するコムーネは以下の通り。
- カファッセ
- フィアーノ
- ランツォ・トリネーゼ
- ペッシネット
- トラーヴェス
- ヴァッロ・トリネーゼ
- ヴィウ